# Нократ
Нокра́т (рос. Нократ, башк. Ноҡрат) — присілок у складі Янаульського району Башкортостану, Росія. Входить до складу Байгузінської сільської ради.
Населення — 74 особи (2010; 89 у 2002).
Національний склад:
- удмурти — 80 %